# Тереховица
Тереховица — деревня в Кичменгско-Городецком районе Вологодской области.
Входит в состав Городецкого сельского поселения (с 1 января 2006 года по 1 апреля 2013 года входила в Шонгское сельское поселение), с точки зрения административно-территориального деления — в Шонгский сельсовет.
Расстояние до районного центра Кичменгского Городка по автодороге — 16 км. Ближайшие населённые пункты — Ташериха, Загарье, Матасово.
По данным переписи в 2002 году постоянного населения не было.